# レーダー

船舶用のレーダーのアンテナ

レーダー（英語: radar）とは、電波を対象物に向けて発射し、その反射波を測定することにより、対象物までの距離や方向を測る装置である。
現在の日本語では通常「レーダー」とカタカナで表記する。（旧・日本軍では漢字表記を用いていた（#漢字訳参照））

## 概要

レーダーの基本原理。

Radarという単語は定着したアクロニムであり、英語のradio detecting and ranging（電波探知測距） からきている。これはアメリカ人による命名であり、当初イギリスではradio locator（電波標定機）と呼んでいた。その名の通り、電波を発射して遠方にある物体を探知、そこまでの距離と方位を測る装置である。人間の目がみている可視光線よりもはるかに波長が長い電波を使用することから、雲や霧を通して、はるかに遠くの目標を探知することができる。
レーダーは様々に分類され、製品タイプによる分類としては　パルスレーダー / 連続波レーダー /その他、またプラットフォームによる分類としては　船舶 / 航空 / 地上 / 宇宙と分けられる。アプリケーション（用途）による分類では航空管制 / リモートセンシング / 地上交通管制 / 宇宙での航行・制御、またエンドユーザーによる分類では 自動車 / 航空 / 産業 / 気象観測 / 防衛（つまり軍隊）/ その他 と分けられる。
レーダーは送信機、アンテナ、受信機など、様々なコンポーネントによって構成される。原理的に最も基本的なレーダーはパルスレーダーで、これは原理的には送・受の各アンテナと送信機・受信機および指示器から構成されるが、実用機では右図のように送・受アンテナは共用されるのが一般的である。それに対してバイスタティック・レーダーのように、送信機・受信機を大きく離隔して設置するシステムもある。一方、2019年時点で、レーダー業界の最大の収益を占めたのは連続波レーダーであった。
レーダーを保護する外装をレドームと呼ぶ。

## 構成

### 送信機
送信機の性能は、送信周波数、送信出力、送信パルス幅、パルス繰返し周波数などの諸元によって決定される。
従来のパルスレーダーの場合、送信周波数が低いほうが大気伝搬損失が少なく、大電力化が容易で、良好な受信系雑音指数を得やすいことから最大探知距離を延伸するには有利である。一方、周波数が高いほうが分解能の面では有利である。すなわち、探知距離の延伸と分解能の向上は原則的にはトレードオフの関係にある。ただし、例えばパルス圧縮レーダーでは、探知距離は尖頭出力ではなく平均出力によって、また距離分解能は送信パルス幅ではなく周波数帯域幅によって決定されるほか、角度分解能についても、アンテナや信号処理方式によって克服できるなど、周波数による制約は絶対的なものではなくなりつつある。
送信機は、自励発振形と増幅形に分類できる。増幅形は、まず安定した信号を低電力で形成したのち、必要とするだけの大電力まで増幅するものであり、信号処理の柔軟性などに優れている。
- 自励発振管
  - マグネトロン
  - 多間隔クライストロン（EIO）
- 増幅管
  - クライストロン
  - 進行波管（TWT）
  - 交差電力増幅管（CFA）
  - 高電子移動度トランジスタ

### アンテナ

#### リフレクタアンテナ

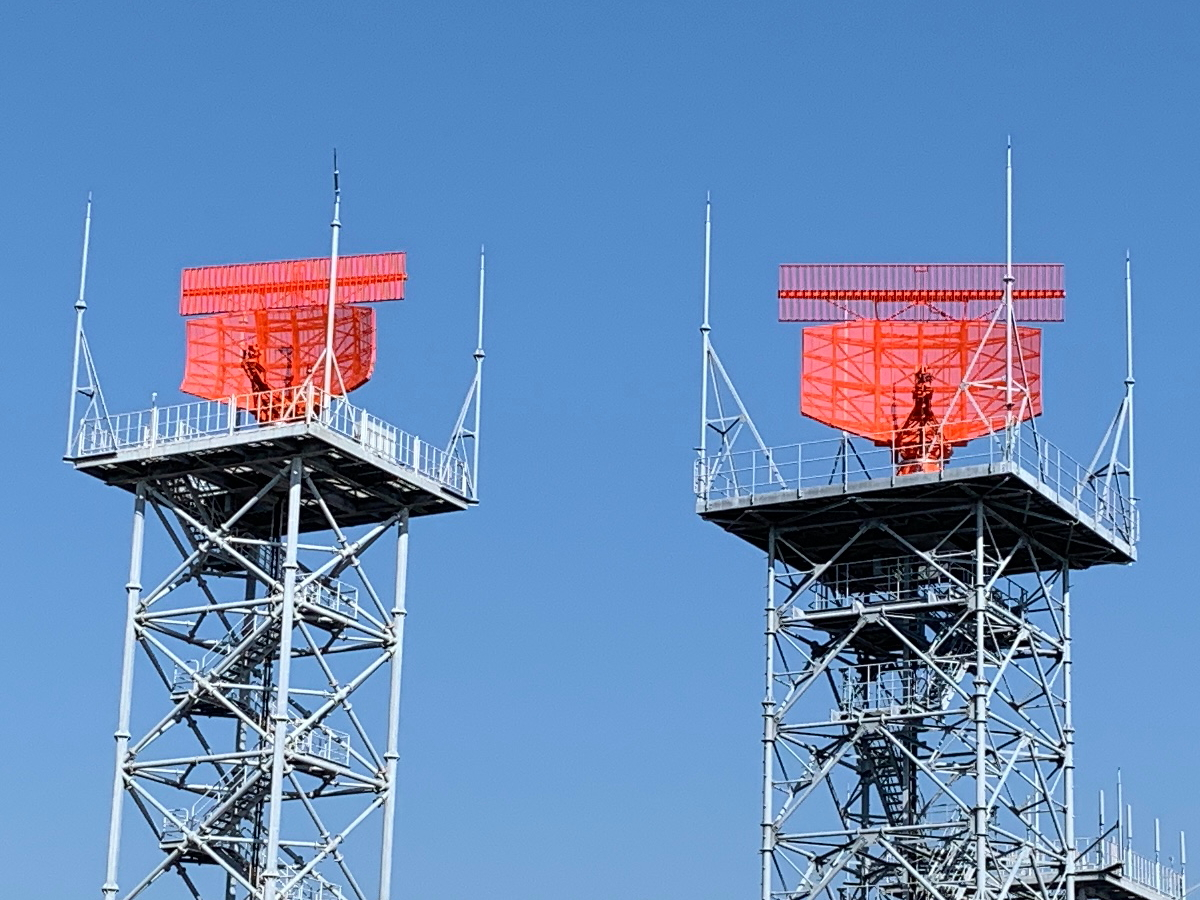
空港監視レーダーのリフレクタアンテナ。二次監視レーダー（上）と一次監視レーダー（下）。

その名の通り、1次放射器（primary feed）から放射された電波を反射鏡（リフレクタ）に当ててビームを成形するものである。マイクロ波の領域で高い利得および狭いビーム幅を得ることができ、しかも、アレイアンテナと比して安価である。
アンテナパターンとしてはペンシルビームが多く用いられるが、リフレクタの形状を適切に設定することで、ファンビームやコセカント二乗ビームなどを形成することもできる（成形ビームアンテナ）。
- パラボラアンテナ
- カセグレンアンテナ
- 成形ビームアンテナ

また1次放射器としては、ホーンアンテナが最も多く用いられるが、Sバンド以下のように低い周波数領域では、反射板付きダイポールアンテナが用いられることも多い。

#### アレイアンテナ
複数のアンテナ素子（放射素子）を規則的に配列し、一定の励振条件で給電するアンテナのこと。放射素子の振幅・位相を電気的に制御できることから、アンテナ指向性の制御を容易に行えるという特徴がある。
- リニアアレイ（linear array） - 直線状
- プレーナアレイ（planer array） - 平面状
- サーキュラーアレイ（circular array） - 円形状
- コンフォーマルアレイ（conformal array） - 任意形状

#### 様々なアンテナ形式

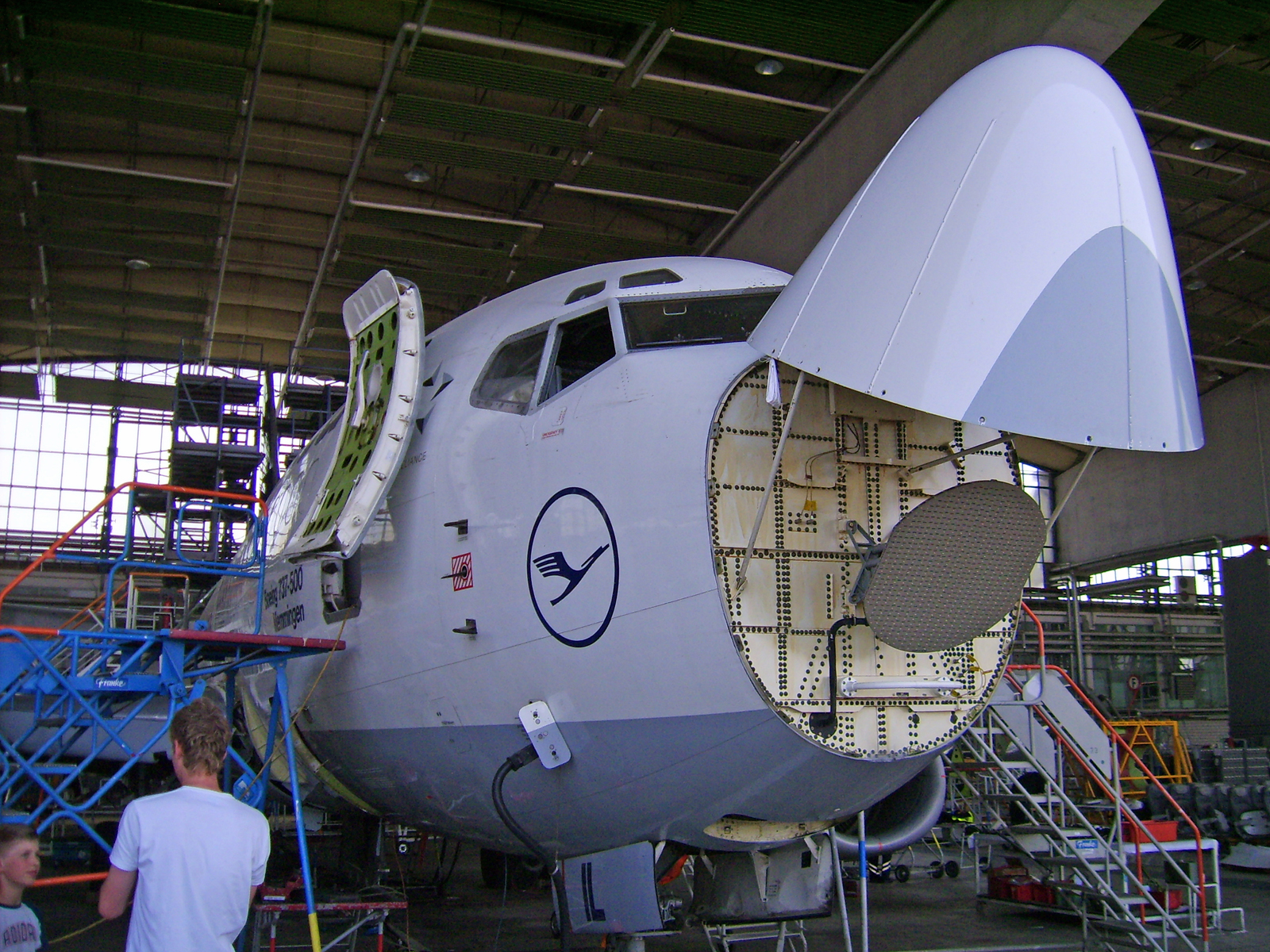
ボーイング737の気象レーダーのプレーナアレイ・アンテナ。
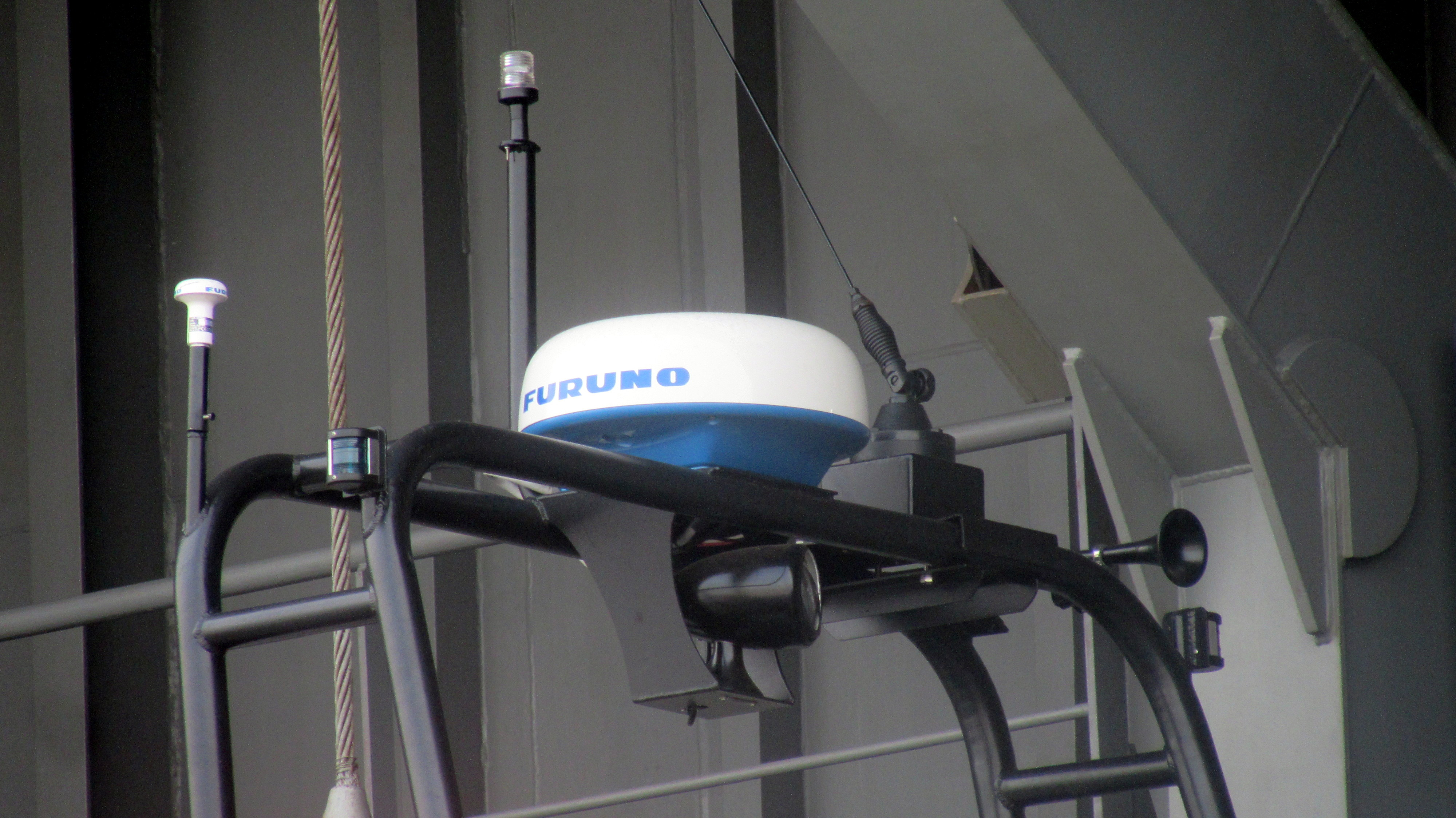
小型船舶用レーダーのレドーム。漁船などにも搭載されている。
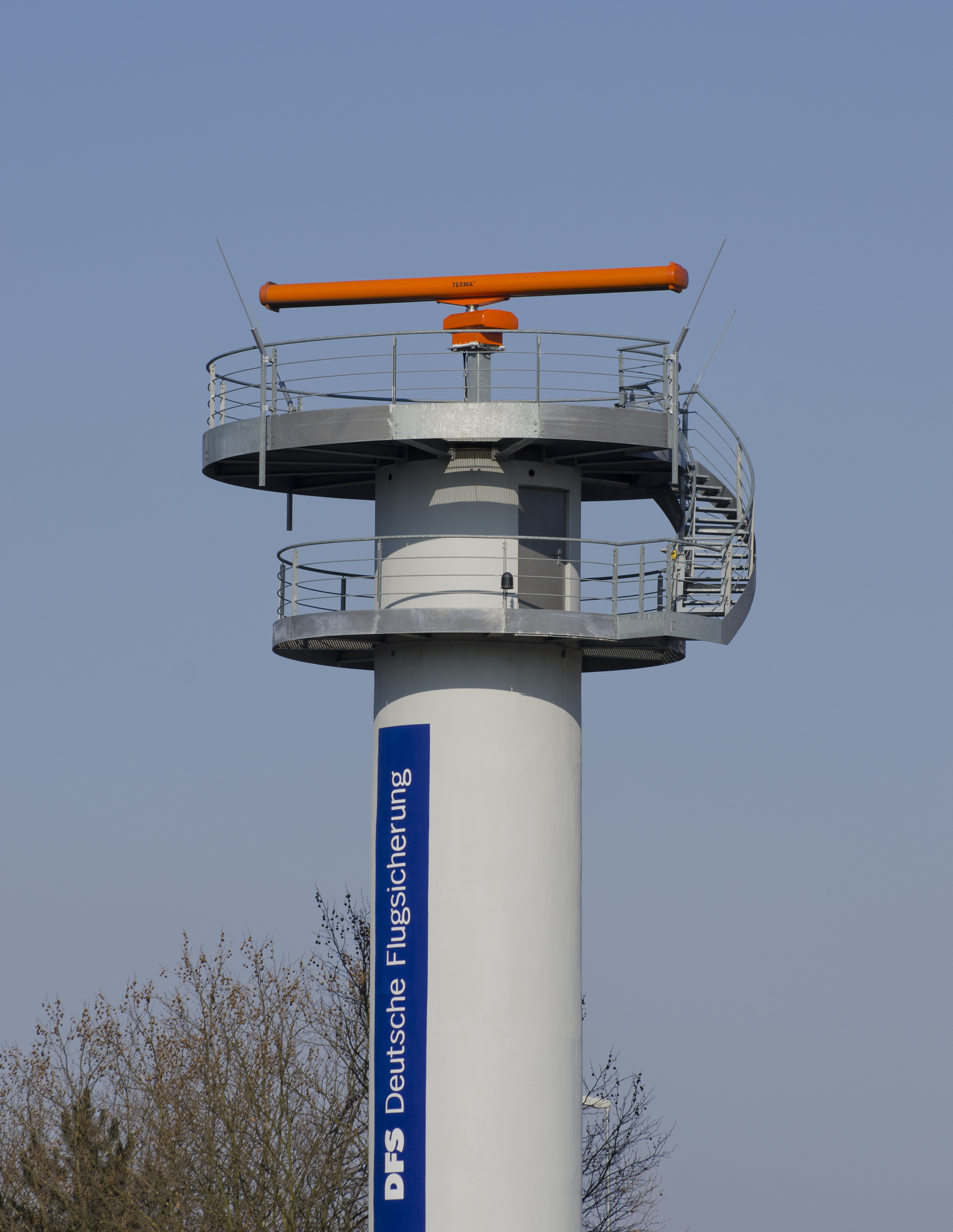
フランクフルト空港のレーダーのリニアアレイアンテナ。
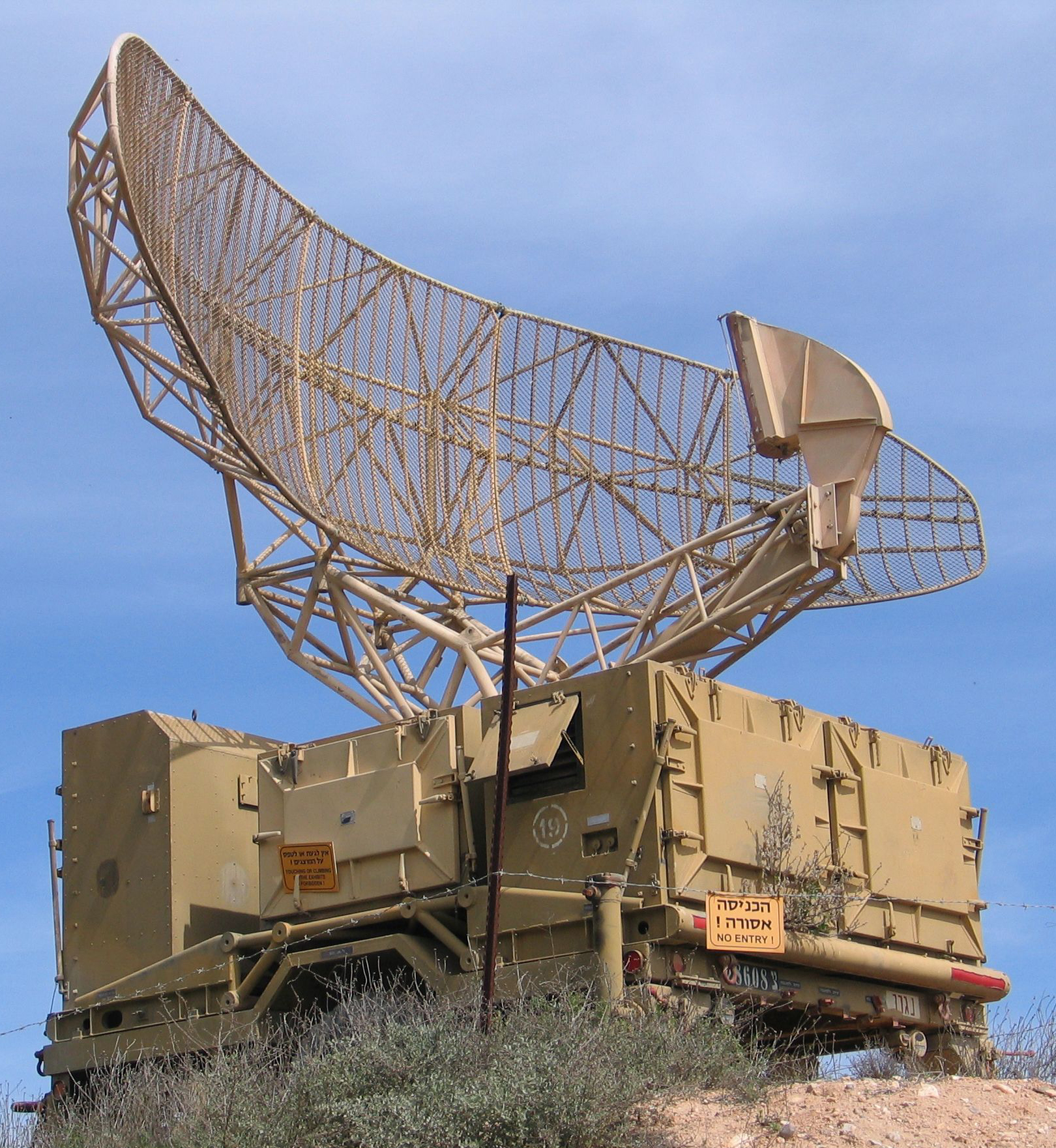
イスラエル軍の対空捜索レーダーのリフレクタアンテナ。
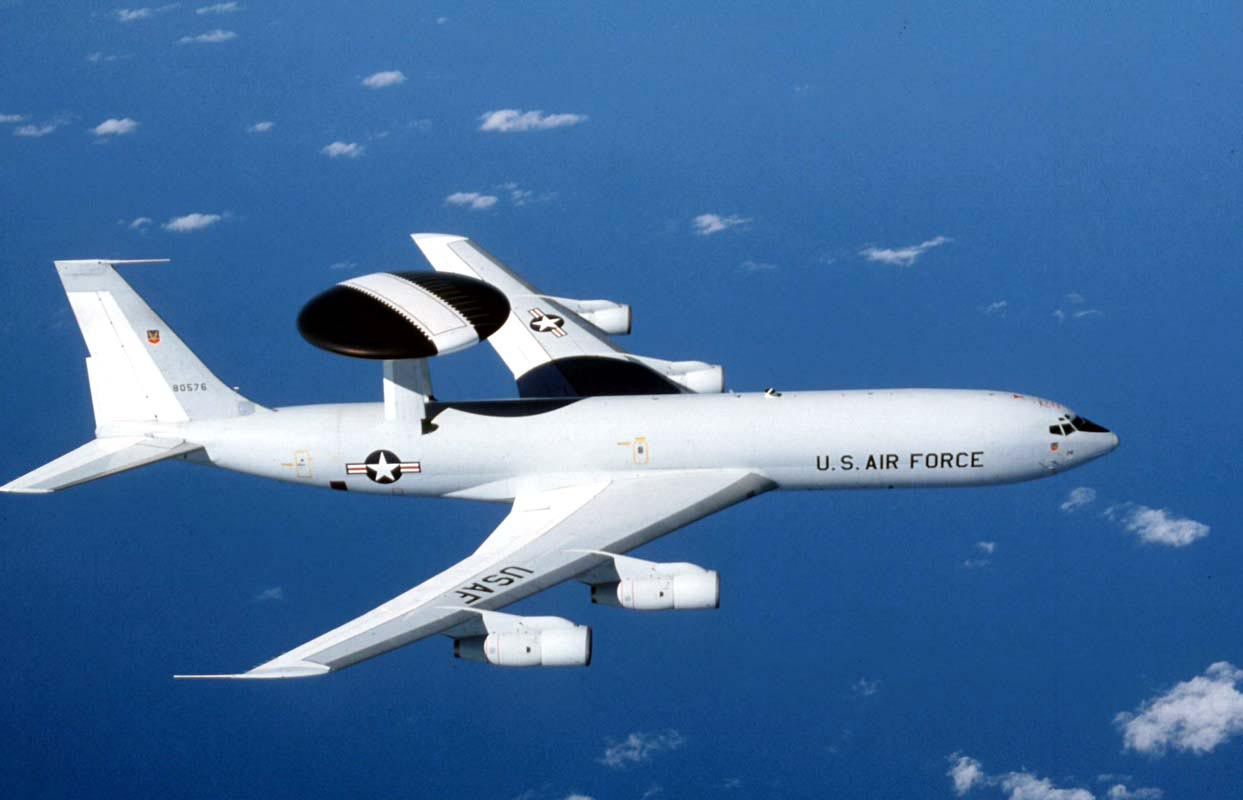
早期警戒管制機（AWACS）。機体の上部に回転式のレドームを背負っている。
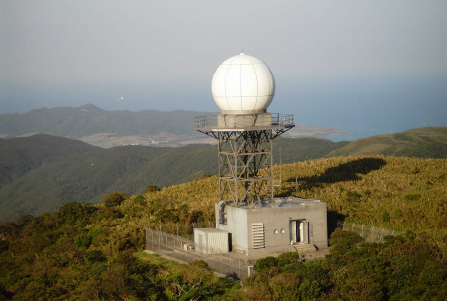
気象レーダーのレドーム（石垣島）
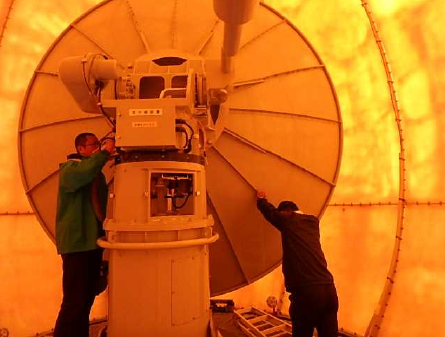
レドームの内部（石垣島）

### 受信機
レーダー装置においては、受信機の性能は基本的に雑音によって決定され、SN比の向上が目標となる。
方式としては、スーパーヘテロダイン方式、超再生方式（super regenerative）、直接検波方式（crystal video）があるが、スーパーヘテロダイン方式が大部分を占める。
なお受信機・指示器では、下記のクラッターなどの影響を抑えるために下記のような機能をもつ回路を組み込むことがある。
海面反射抑制 (Sensitivity time control, STC) 
近距離からの強い反射波に対して感度を下げ、遠距離になるにつれ感度を上げ、近距離にある物標を探知しやすくする。近距離からの強い反射波がありPPI表示の表示部の中心付近が明るくなりすぎるときに用いる。
雨雪反射抑制 (Fast time control, FTC)
検波後の出力を微分して物標を際立たせる。雨や雪などの反射波によって物標の識別が困難なときに用いる。

### 表示装置
レーダーの指示方式は、アナログ信号処理方式、デジタル信号処理表示方式、両者の合成表示方式の3つに大別される。ディスプレイは「指示器」や「表示部」とも称され、アナログ表示の時代には、PPIスコープ方式のブラウン管（CRT）が主流であった。現代は多くでデジタル方式で、液晶ディスプレイ（LCD）が用いられ、その画面サイズなどの呼び方（「○○インチ」等）も他の機器と変わらない。

#### アナログ表示
アナログビデオの表示は、その画面表示の更新がアンテナの動きおよび電波の発射と同期して行われるため、画像繰り返し速度（リフレッシュレート）が低くなり、CRTの残光性への依存が大きく、明るい場所で画像を見ることが困難になるという問題があった。
PPIスコープ
PPIスコープ（Plan Position Indicator scope、Pスコープとも）は、レーダーの位置を基点として、アンテナビームの回転に同期させて放射状に掃引を行なって、受信した信号を表示するものである。すなわち、レーダーの位置を中心として、レーダーで捉えられた目標が鳥瞰的に表示されることから、（下で説明するAスコープ、Bスコープ、Eスコープなどと比べて）直感的に理解しやすいという大きなメリットがあった。
PRIスコープでは、レーダー波の波長が長いと近接した複数の対象物が同一の光点として表示されてしまうため、多数の目標を捕捉する際の分解能を高めるためには、レーダー波長の短波化が必須。
Aスコープ
縦軸に受信信号強度、横軸に距離を取って波形を表示するものである（心電図のようなイメージ）。開発初期から用いられてきたが、現在でも受信信号強度の測定や信号の弁別のためのオシロスコープ表示として用いられている。
ある一定距離の目標物にアンテナを向ける場合、アンテナの角度が目標物に近づくにつれ、波形の山が大きくなっていき、方向が完全に一致すると波形が極大値（ピーク）を表示する。Aスコープでは、レーダー送信機のアンテナの方向は別に表示されるため、他方向に多数の対象物が存在する場合、測定結果を一覧できない。
Bスコープ
横軸に方位、縦軸に距離を示す方式。
この方式はAスコープでは比較的読み取りが明瞭な波形の強度(ピーク)情報が、PPIスコープに類似した光点の強弱のみで表されるので、正確な読み取りにはやや経験を要する。
Eスコープ
PPIスコープやBスコープが水平面の情報を表示するのに対して、垂直面の表示として用いられるのがEスコープである。横軸に距離、縦軸に仰角を表示するものと高さを表示するものがあり、後者はRHI（Range Height Indicator）と称される。

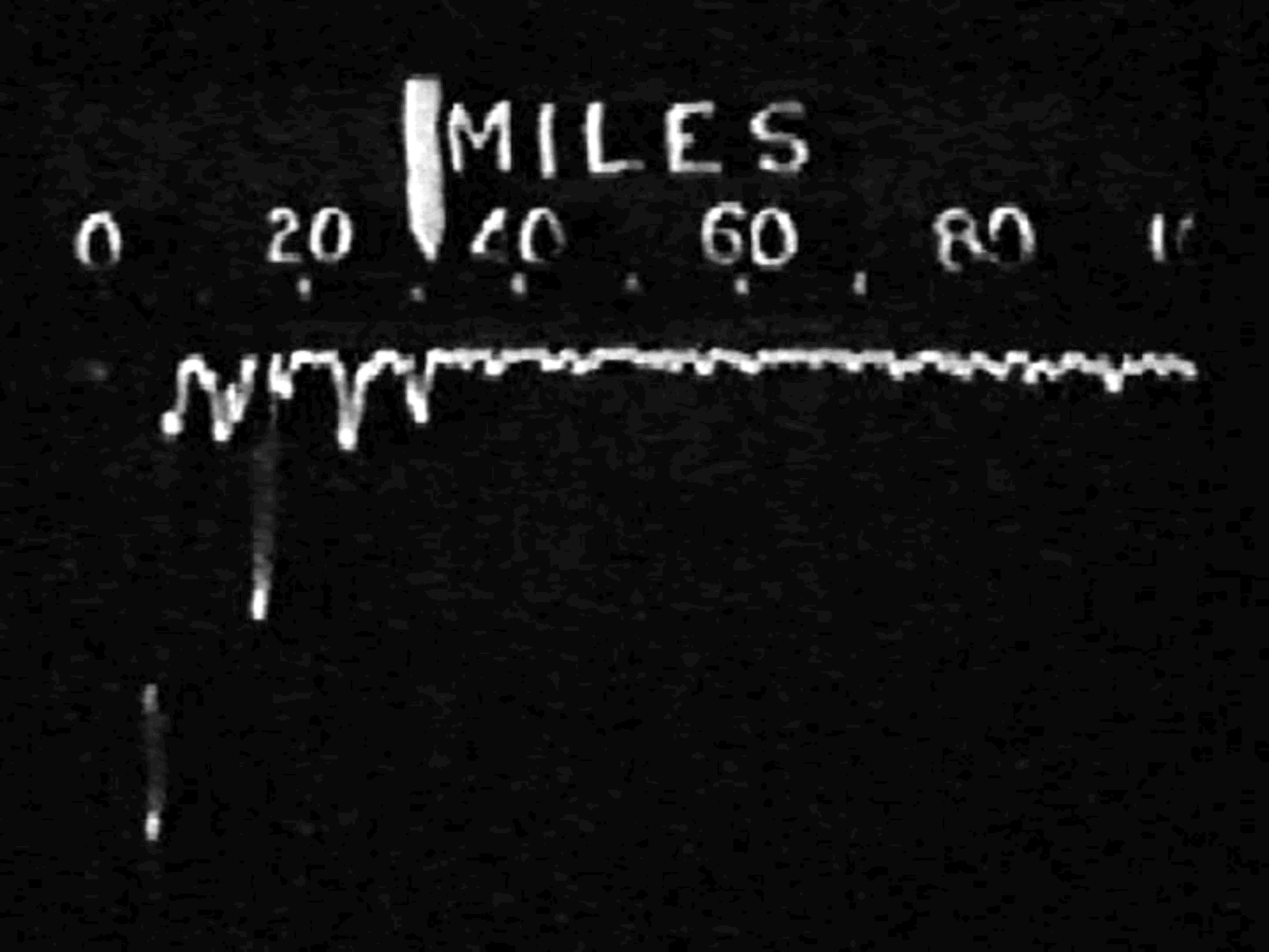
Aスコープの一例。40マイル以内に複数の目標が存在する波形であるが、アンテナを動かし、その角度情報を元に推測をしなければ正確な方角と、二次元的な情報が得られない。
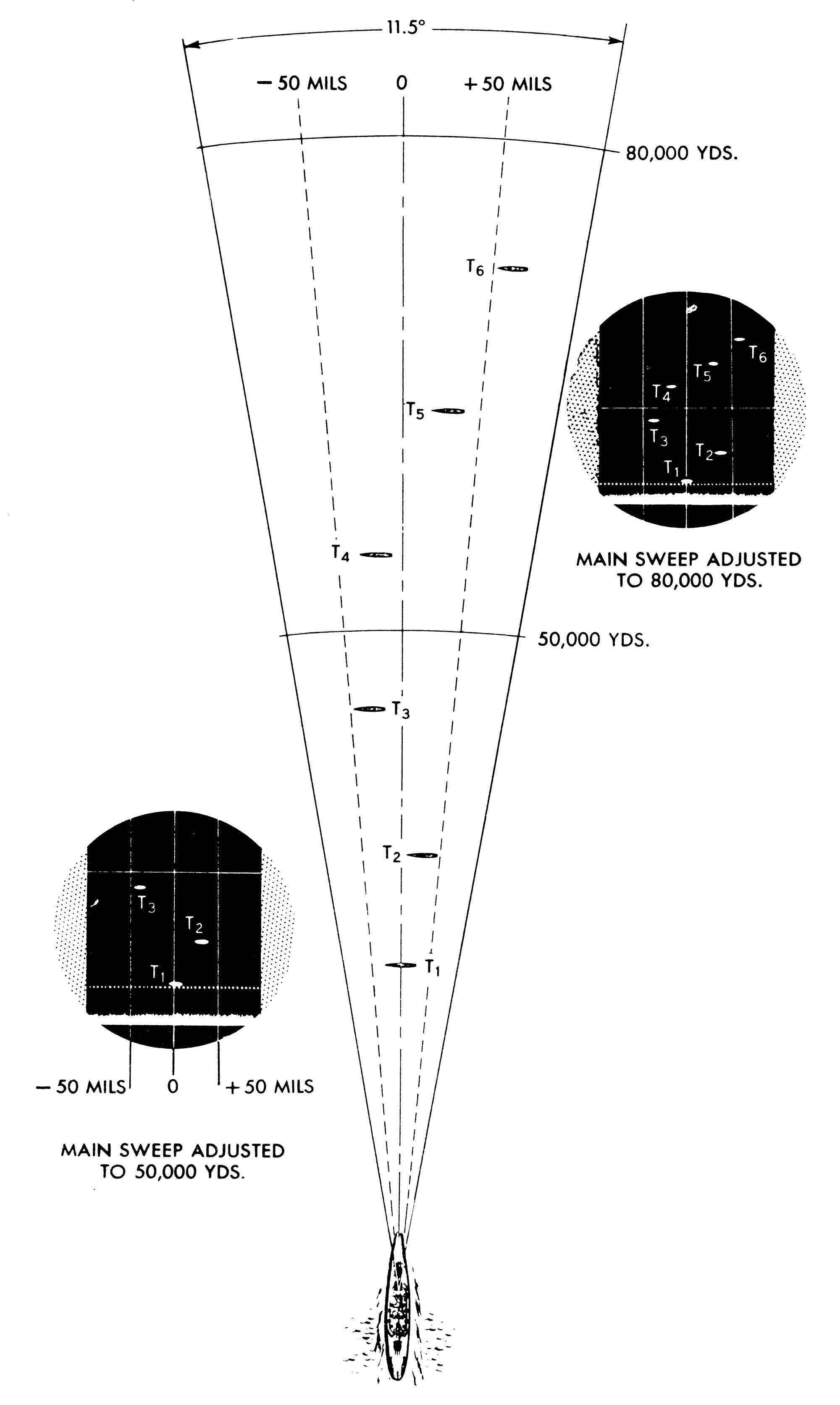
Bスコープの一例
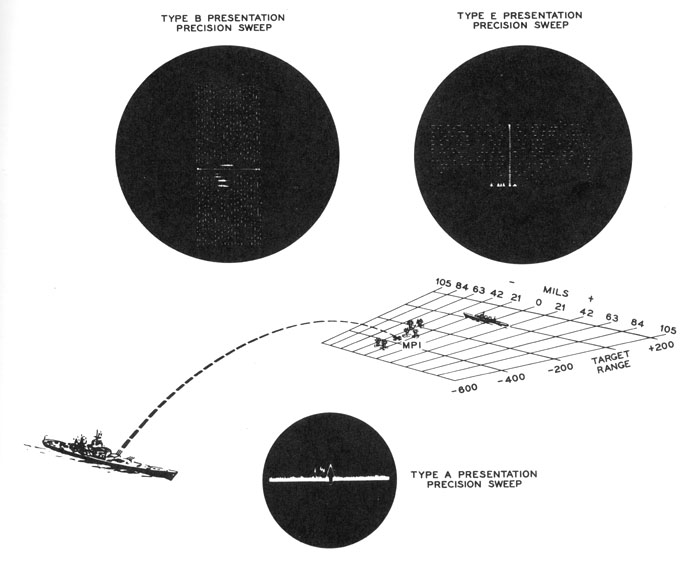
A、B、Eスコープの一例。
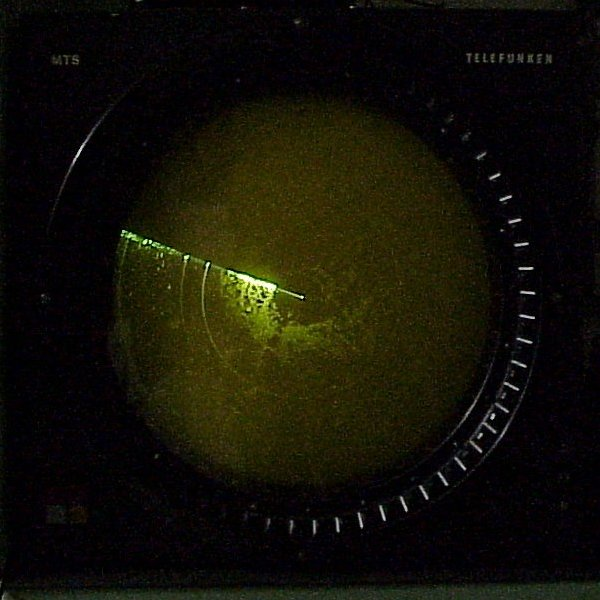
PPIスコープ（1980年）
PPIスコープの動作イメージ（イラスト動画）

#### デジタル表示
レーダービデオをデジタル処理し、更にコンピュータで相関処理、識別処理などを行った結果から、目標のシンボル表示、高さおよび速度の数字表示などを高いリフレッシュレートで表示する方法である。スキャナー（送信アンテナ）が1回転するたびに得られる情報は機器内の記憶装置に貯えられ、1画面ごとに書き換えられる方式を採用しており、それにより様々な機能を表示できる。現代のレーダーの表示画面は、ほとんどがデイライト・タイプ（英: daylight type）と呼ばれるものであり、通常の昼間光のもとでも見られるようになっている。

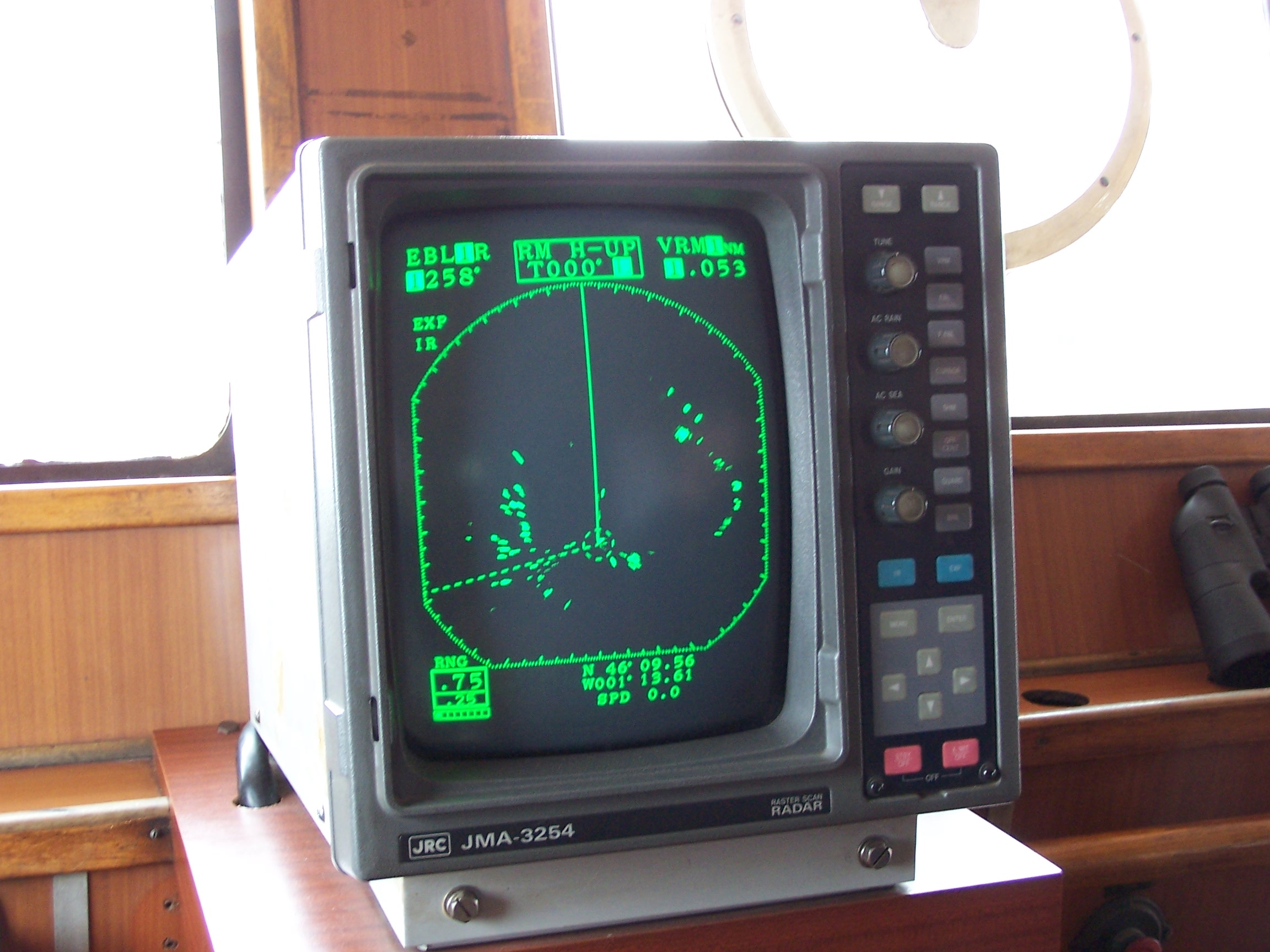
トルコの船舶 Tamer Kiranのレーダー画面（2007年）。日本無線製。
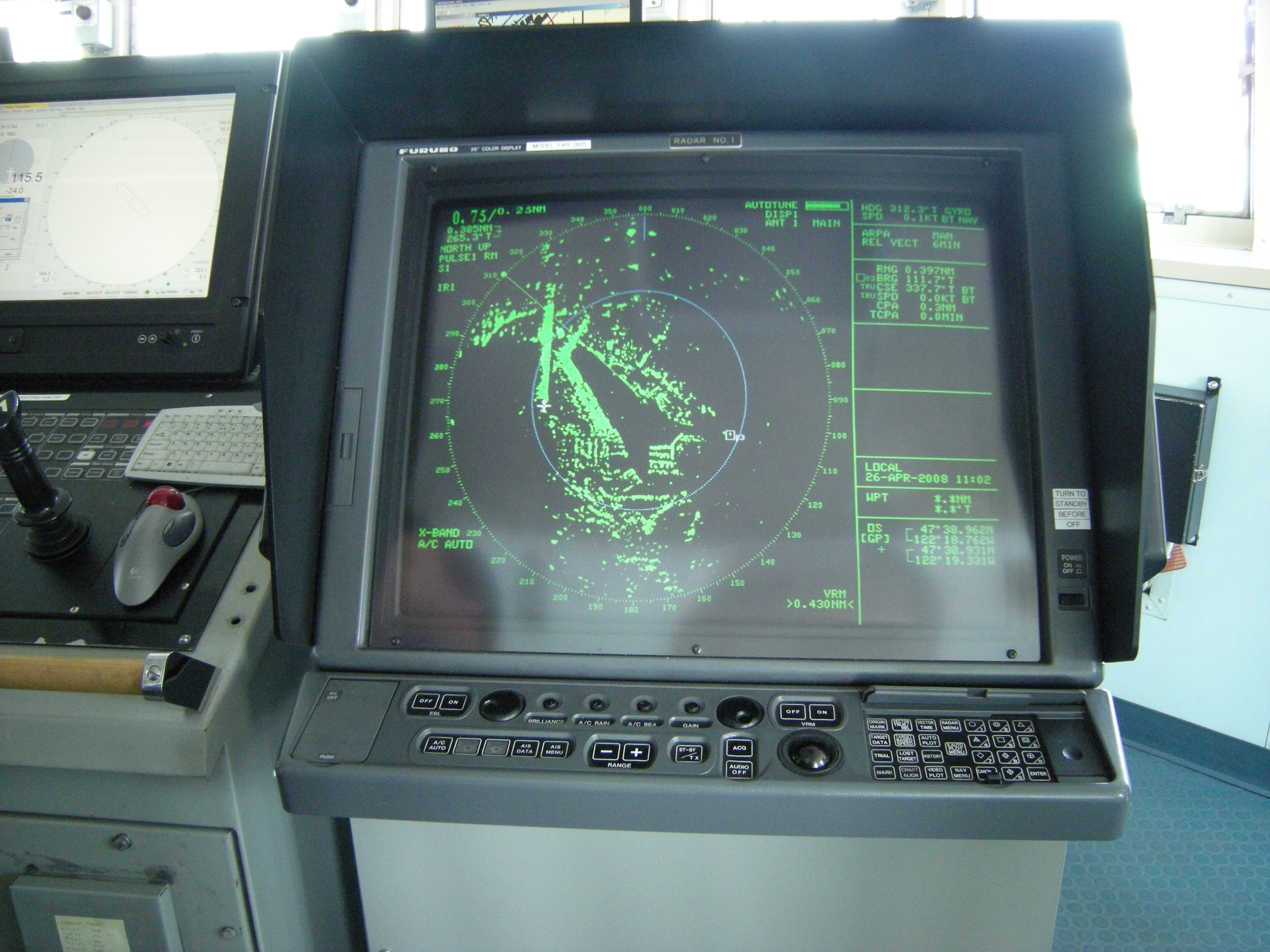
ワシントン大学の調査船の操舵室のレーダーモニター（2008年）。古野電気製。
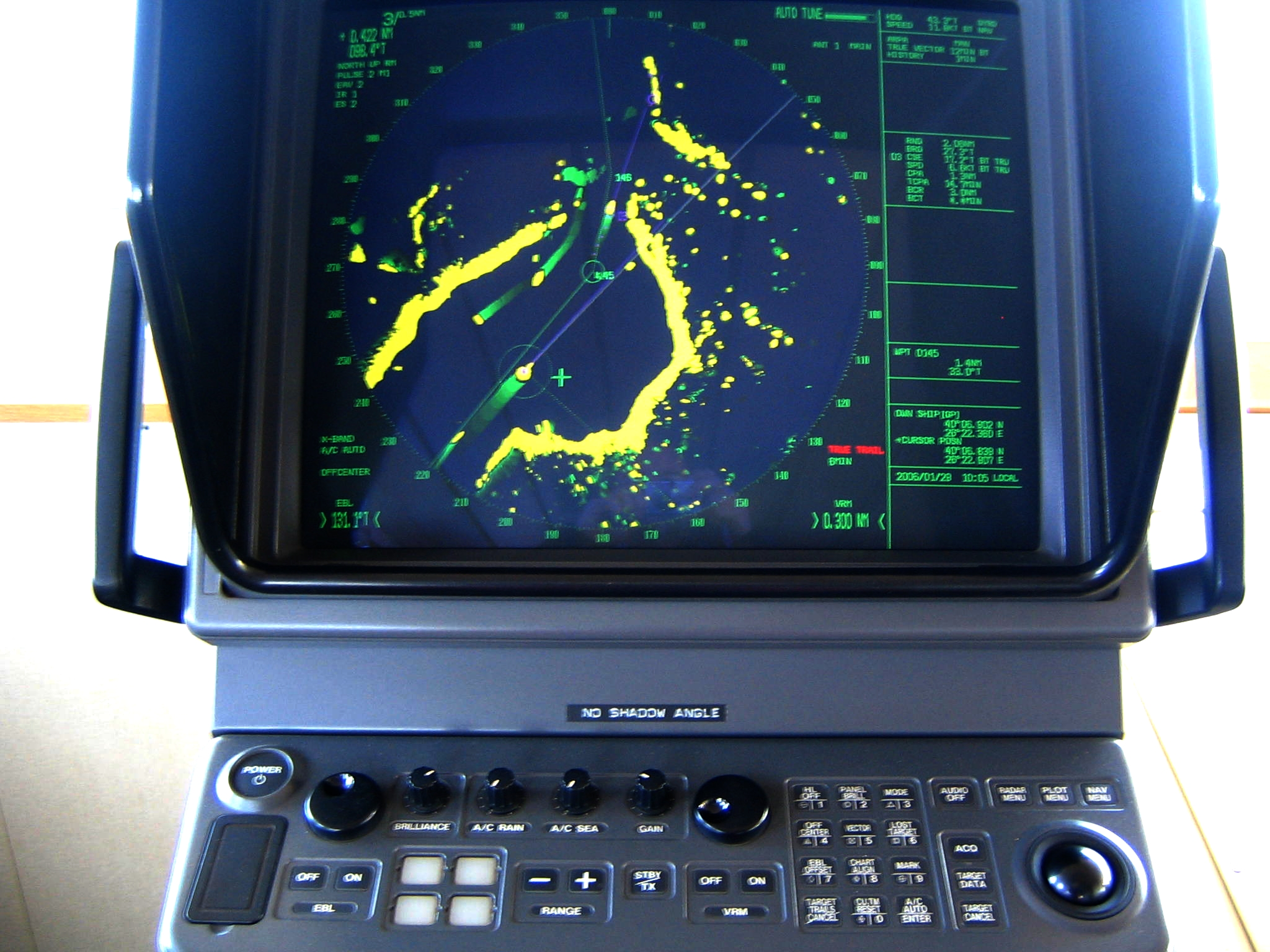
現代の船舶で一般的なナビゲーションシステムのレーダー表示（2006年）
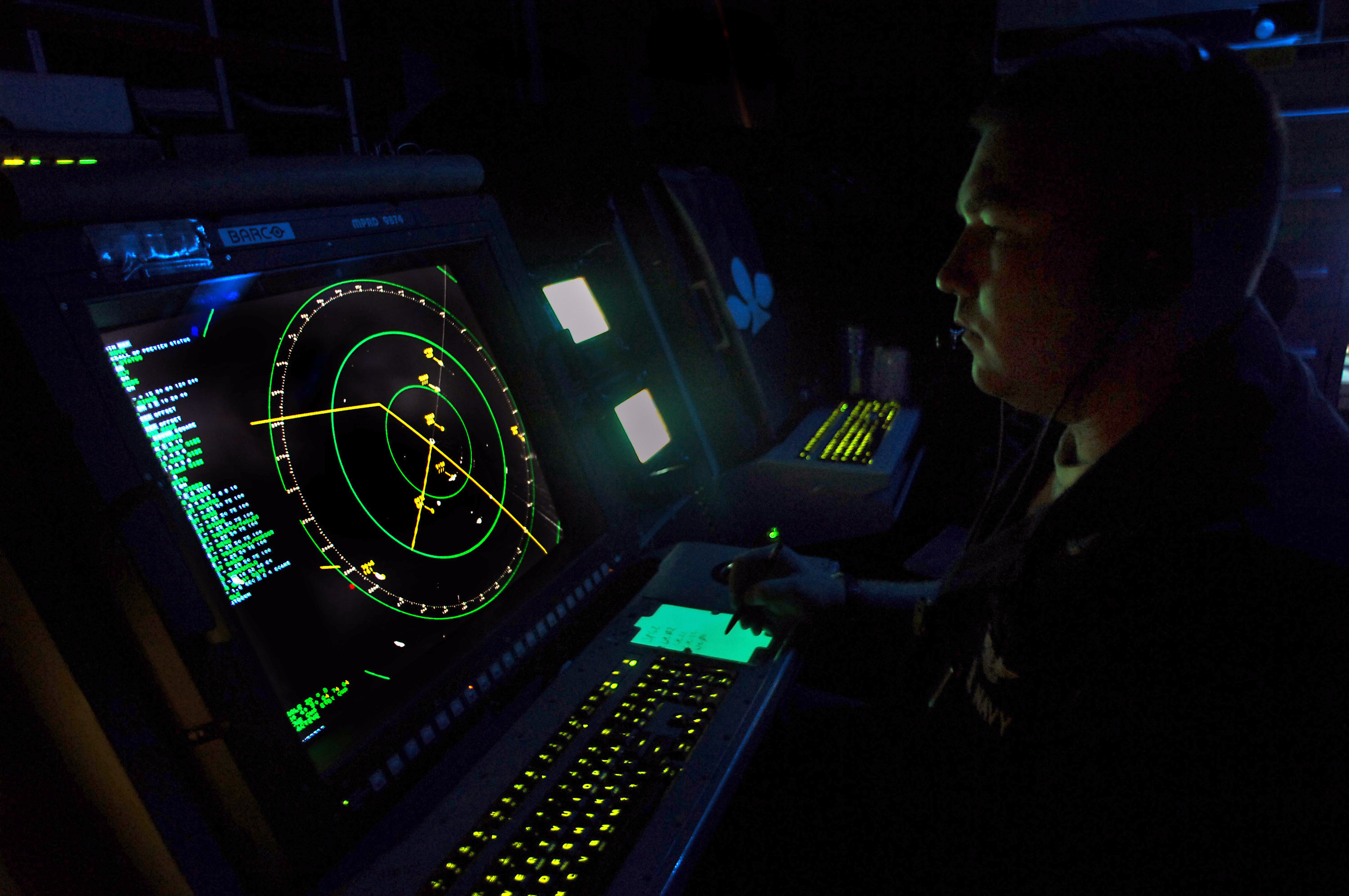
強襲揚陸艦「タラワ」の航空管制用レーダーの画面（2007年）
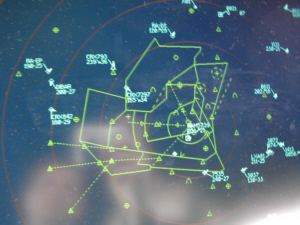
1990年代の、空港の航空交通管制レーダーの画面
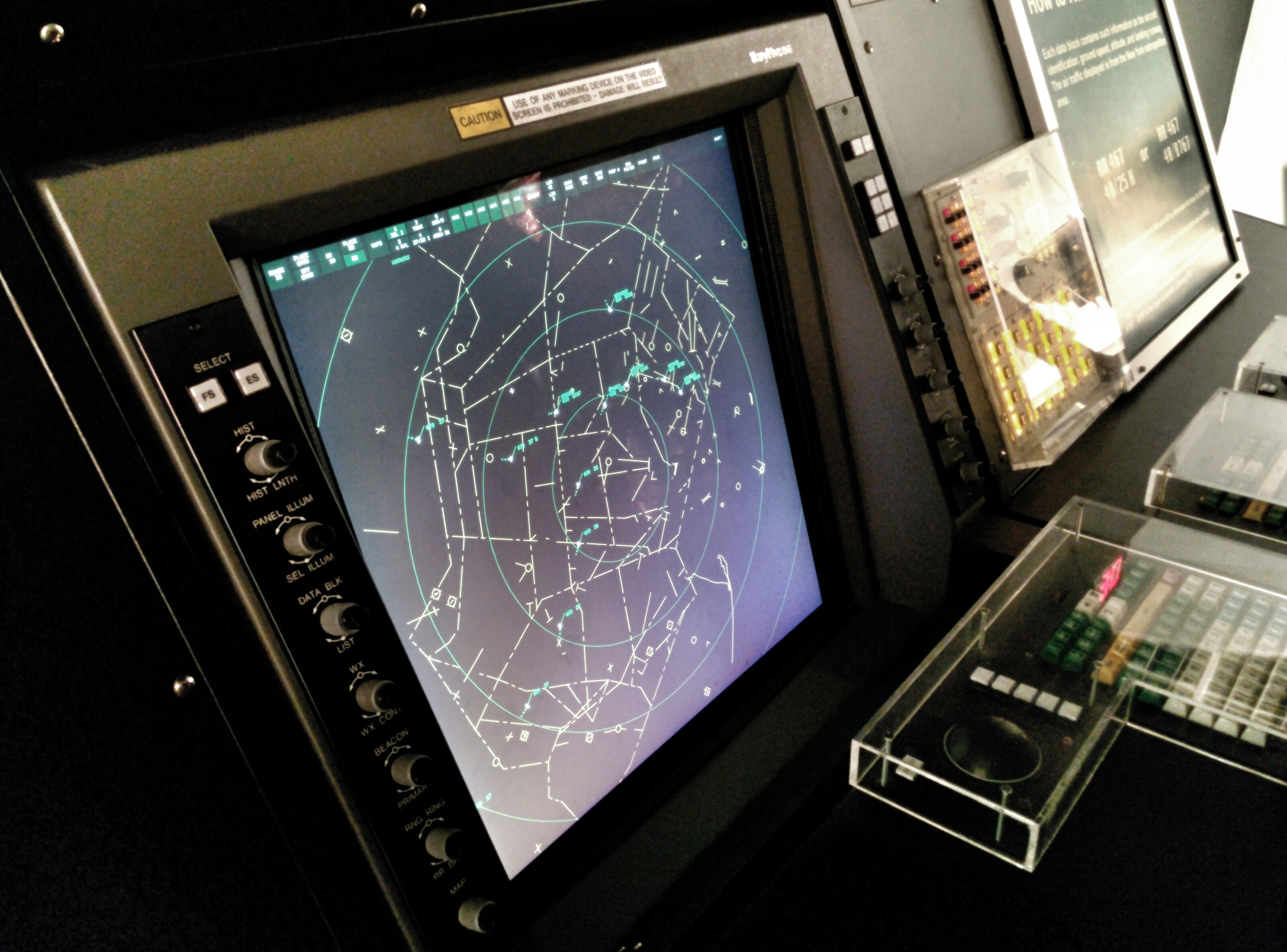
航空交通管制レーダーモニター（2013年ワシントン・ダレス国際空港）
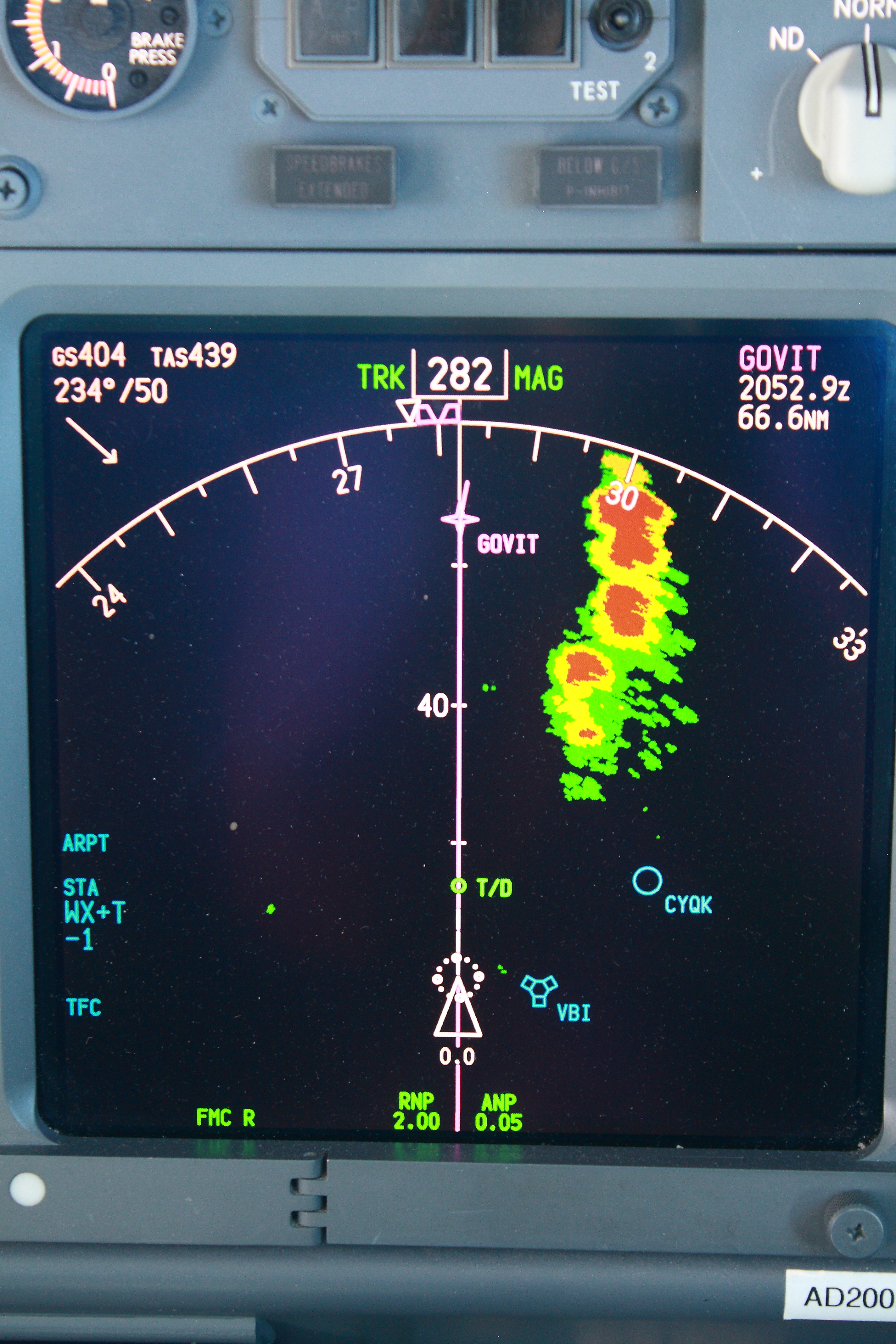
ボーイング737のナビゲーション画面の気象レーダー表示（2011年）
気象レーダーの画面（2022年。テキサス州の竜巻。）

## レーダー方程式
レーダーと目標との関係は、レーダー方程式（radar range equation）によって表される。これはレーダーの受信電力（受信機に到達する信号エネルギー）を、レーダーの送信出力とアンテナ利得、レーダー反射断面積、送信波長（周波数）、および目標までの距離の関数として計算するものである。
{\displaystyle SE={\frac {PG^{2}T\lambda ^{2}\sigma }{(4\pi )^{3}R^{4}}}}
{\displaystyle SE}：レーダーの受信信号エネルギー [Wsec]

{\displaystyle P}：平均送信電力（尖頭電力×デューティサイクル）[W]

{\displaystyle G}：アンテナ利得（非dB形式）

{\displaystyle \lambda }：送信信号の波長 [m]

{\displaystyle \sigma }：レーダー反射断面積 [m²]

{\displaystyle T}：パルスが目標を照射する時間
{\displaystyle R}：目標とレーダーとの距離
また、パルスレーダーのようにアンテナを共用している場合のレーダー方程式は次式によって与えられる。これはレーダー受信機内の受信電力を考えたものであり、レーダー受信電力方程式（radar received power equation）と称するべきものである。
{\displaystyle P_{r}={\frac {P_{t}G^{2}\lambda ^{2}\sigma }{(4\pi )^{3}R^{4}}}}
{\displaystyle P_{r}}：レーダーの受信電力

{\displaystyle P_{t}}：レーダーの尖頭電力

{\displaystyle G}：アンテナ利得

{\displaystyle \lambda }：波長
{\displaystyle R}：目標とレーダーとの距離
水平線上の探知可能距離の方程式
探知可能距離（Km）=4.12×(√自分の高度（m）+√相手の高度（m））

## レーダー変調
レーダー変調には下記のような方式がある。
- パルス波
- 連続波（CW）
  - 無変調
  - 変調（modulated CW）

### パルスレーダー
上記の通り、もっとも基本的なレーダーであり、その名の通りにパルス波を送信するものである。これはかなりきれいな立ち上がり・立ち下がり特性をもつ、極めて短い送信信号であり、そのデューティサイクル（パルス持続時間÷パルス繰返し間隔）は比較的低い。
パルスの送信は、相対的にはごくわずかな時間しか要さないため、送信と受信の両方に同じアンテナを共用できる。ただし送信パルスのほうが受信パルスよりもはるかに電力が高いことから、パルスが送信されているあいだの反射エネルギーから受信機を保護するため、送受アンテナ共用器（duplexer）などには何らかの対策が必要になる。
なおパルス繰返し周期が短いと、はるか遠方にある目標からのエコーパルスは次のパルスを送信した後に受信されることになってしまい、目標との距離を実際よりも短く誤認してしまうことがある。これらは2次エコーと称され、しばしば実目標のエコーと混同される。

#### パルス圧縮レーダー
パルスレーダーにおいては、探知距離を増大するためにはパルス幅を広くする必要があり、一方、距離分解能の向上のためにパルス幅を狭める必要があるというジレンマがある。これを克服するために採用される手法の一つがパルス圧縮である。
パルス圧縮の方式としては、下記のような方式がある。
チャープレーダー
送信パルスに線形周波数変調（linear frequency modulation）を加えた線形FMパルス（チャープパルス）を使用する方式
符号化パルスレーダー
符号系列により離散的に位相変調を行い、受信時に符号系列の相関処理によりパルス圧縮を行う方式

### 連続波レーダー
連続波（CW）信号を送信するレーダーである。純粋な（変調を行わない）CWレーダーの場合、送受信信号間のドップラー偏移を測定することで、距離変化率を測定することはできるが、リターン信号電力の測定による不確実な推定以外に、目標との距離を測定することができない。
一方、連続波レーダーであっても、適切な変調を施すことで、長所をあまり損なわずに距離の測定が可能となる。変調方式としては、送信電波の周波数を周期的に変化させる周波数変調（FM）が代表的である(周波数変調連続波レーダー)。目標からの反射波が受信される時には送信波の周波数が変化していることから、その周波数差（ビート周波数）を測定して、距離を測定する。
パルスレーダーでは、距離分解能がパルス幅によって決まるが、周波数変調連続波レーダーでは周波数変化によって決まる。周波数変調連続波レーダーは送信波として連続波を使用するのでパルスレーダーのように高い送信出力がなくても所望の信号雑音比（SN比)を得ることができる。
周波数変調連続波レーダーは周波数偏移幅(Δf)の拡大で高分解能化が実現可能とされる。
周波数変調連続波レーダーでは、帯域幅1.5GHzでも20cmのターゲット距離差を分離できず、20cmが現実的な分離能力の限界と考えられる。

## レーダー信号処理

### パルスドップラー処理
パルスレーダーのうち、ドップラー処理を行うものをパルスドップラーレーダーと称する。
これは処理装置と変調器のあいだにCW発生器を挟んで、各送信パルスをコヒーレントとしている。各送信パルスが同じ信号の継続であるために、位相に一貫性があり、受信機はエコーパルスをコヒーレントに検波できる。コヒーレント検波は感度において著しい利点を有するほか、ドップラ偏移の測定によって目標の相対速度も測定できる。これらの特性により、クラッタから移動目標を抽出する能力に優れている。しかし一方で、パルス繰り返し周波数(PRF)に相当する距離以上の目標距離は不確かであるため、連続波レーダーと同様に周波数変調を用いて測距を行うものや、複数の異なるPRFを用いて不確かさを排除する方式が用いられる。

### 移動目標指示
移動目標指示装置（moving-target indicator, MTI）は、地上の移動目標の探知を目的としたレーダーの一種である。
これは、低PRF方式のパルスドップラーレーダーの一種であり、ドップラー処理を用いてクラッタから移動目標を抽出するという点では同様であるが、高PRF方式を採用した狭義のパルスドップラーレーダーと比して、速度（ドップラー周波数）の精度が低い一方、距離の精度では優れている。

## 特殊なレーダー技術

### イメージングレーダー
目標物・地域を写真のような映像として写しだすレーダーをイメージングレーダーと総称する。高い位置分解能が求められることから、レンジ方向（レーダーと目標を結ぶ方向）の分解能向上はパルス圧縮によって、クロスレンジ方向（レンジ方向と直交する方向）の分解能向上は目標とレーダーとの相対的な運動によるドップラー周波数の解析によって行うことが多い。このうち、クロスレンジ方向の解析について、レーダー側が運動することによって行うものを合成開口レーダー（SAR）、目標側の運動を利用して行うものを逆合成開口レーダー（ISAR）と称する。

### バイスタティックレーダー
軍事技術の一つに電波ステルスがあり、これはなるべく敵レーダーへの反射波を返さない技術である。近年では、計算機の発展に伴い、外面が曲面で構成されたステルス兵器もあるが、ステルス兵器が出現した当初は、平面で構成された外面を持っていた。これは、レーダーが送信されてきた方向へはなるべく反射波を返さずに、送信方向とは別の特定の方向にまとめて反射させる工夫である。ステルス技術には電波を吸収する工夫も含まれており、通常は形状によるステルスと共に電波吸収剤も併用される。電波を別方向に反射するステルス兵器を発見するためには、「バイスタティックレーダー（またはマルチスタティック・レーダー）」と呼ばれる送信アンテナと受信アンテナが遠く離れたレーダーシステムが有効だと考えられている。また、電波吸収体は吸収する周波数が固定されるため、広い周波数帯のレーダーが有効だと考えられている。

### パッシブレーダー
送信機を持たず、他のレーダーや携帯電話の基地局、放送局などといった既存の発信源から発せられている電波を利用して目標を探知するレーダー。自ら電波を発しないため省電力であり、周波数帯域の節減にも益するほか、軍事的観点から電子防護能力やステルス性にも優れるというメリットがある
。
上記のイメージングレーダーやバイスタティックレーダーからの技術応用もなされている。

## 外部環境の影響
厳密に言えば電波は空気密度の変化に応じて屈折率が変化する。標準大気の屈折率は高度が高くなるにつれて直線的に減少する。それにより電波は下方に曲がりながら伝播する。またその他に、電波が地表付近を通過すると回折現象により下方に曲がりこむ。これらにより例えば水上捜索レーダーや航海レーダーの2次元レーダーの場合、レーダー水平線までの距離（最大探知距離）は見通し距離に比べ若干ではあるが拡大する。つまりより遠方の物体を探知することができる。

### サブ・リフラクション
標準大気ではない、例えば大気の密度構造が逆転状態（高さに対する温度低下が急激であったり相対湿度が高さと共に増加する場合）となる場合は、サブ・リフラクションといって電波が上方に曲げられるためレーダー水平線までの距離は短縮される。

### スーパー・リフラクション
また大気の密度構造つまり高さに対する屈折率の低下の割合が急激な状態（温度の低下率が標準状態よりも少ない場合、または高さと共に温度が上昇するような温度逆転層がある場合、もしくは相対湿度が高さと共に減少する場合）となる場合は、スーパー・リフラクションといって電波が下方に曲げられレーダー水平線までの距離が延長される。

### ラジオダクト
スーパー・リフラクションの状態がさらに著しくなると電波はさらに下方に曲げられて海面に達しそこで反射してまた下方に曲げられるということを繰り返し非常に遠方まで到達しレーダー水平線までの距離が大きく伸びる。この現象をラジオダクトと呼ぶ。

### レーダー電波の減衰
電波は、大気中の酸素や水蒸気などの気体により吸収されたり、霧、雲、雨、雪などにより散乱して減衰したりする。波長の短い電波ほど大気中の気体に吸収され易く、電波を送信・反射・受信する間に、電波のエネルギーはその経路にある気体により吸収され減衰する。
10GHz以下の周波数では酸素や水蒸気等の気体による吸収はほとんど無視できる。雲や霧においては、視程が100m以上程度の濃度の場合、探知距離はほとんど影響を受けないが、視程が50m程度の濃霧の場合、影響を受ける。特にレーダーから測定対象までの距離が遠方にある場合（電波の往復距離が長いので影響を受けやすい。）、減衰が大きい。雨や雪の場合、雨滴が大きくなると散乱が急増し減衰が起きる。電波の波長が長くなると散乱による影響は少なくなる。雪の影響もほぼ同様の傾向を示す。
このようにレーダーでは、波長の長い（＝周波数が低い。）電波を使うと電波の散乱による減衰が少なく、遠くまで探知することができるが、一方で分解能が低くなるため、目標の解像度は悪くなる。逆に、波長の短い（＝周波数が高い。）電波は、空気中に含まれる水蒸気や雲・雨などに吸収・反射され易いので減衰が大きく遠くまで探知するのに困難を伴う一方で高い解像度を得ることができる。したがって、遠距離の目標をいち早く発見する必要性のある捜索用の対空レーダーや水上レーダーでは周波数が低い電波を用いる傾向があり、一方で射撃管制レーダーなど、目標の形・大きさなどを精密に測定する必要性のあるものでは周波数が高い電波を用いる傾向がある。

### クラッター
軍用レーダーでは目標以外の反射波は本来不要であり、地面、海面、雲、雨などは「クラッター」として有意情報からは除外されなければならない。このことから、地面や海面からの固定した反射波をクラッターとして抑制するため、レーダー信号処理においてはパルスドップラー処理や移動目標指示が行われる。
一方、気象レーダーなどでは航空機などによる反射波は不要であり、雲や雨が有意情報である。

## レーダーと法規

### 日本
日本の法規では、レーダーは無線局における無線設備の一種として扱われる。ただし、パッシブレーダーのような電波を出力しない受信のみのものは該当しない。
政令電波法施行令第3条第2項第7号と電波法関係手数料令第1条第1項第2号には、「ある特定の地点から反射され、又は再発射される無線信号と基準となる無線信号との比較を基礎として、位置を決定し、又は位置との関連における情報を取得するための無線設備」と、
総務省令電波法施行規則第2条第1項第32号には、「決定しようとする位置から反射され、または再発射される無線信号と基準信号との比較を基礎とする無線測位の設備」と定義している。
関連する定義として、
- 「無線測位」が第2条第1項第29号に「電波の伝搬特性を用いてする位置の決定又は位置に関する情報の取得」
- 「無線航行」が第2条第1項第30号に「航行のための無線測位（障害物の探知を含む。）」
- 「無線標定」が第2条第1項第31号に「無線航行業務以外の無線測位」

がある。すなわち、レーダーは船舶・航空機の航行のための無線航行用とそれ以外の気象観測や速度測定や物体検知などのための無線標定用とに大別される。
無線局の種別と免許・無線従事者
レーダーのみを無線設備とする無線局は、用途及び移動の可否により無線航行陸上局、無線航行移動局（あわせて無線航行局という。）、無線標定陸上局、無線標定移動局として免許される。
これらの無線局は無線測位局と総称される。
詳細は各項目によるものとし、レーダーのみを無線設備とする無線測位局の操作又はその監督に最低限必要な無線従事者について掲げる。
| 種別 | 資格                       | 備考 |
| --- | -------------------------- | --- |
| 無線航行陸上局 | レーダー級海上特殊無線技士 | 存在しない。 |
| 無線航行移動局 | レーダー級海上特殊無線技士 | 空中線電力5kW未満の船舶用は不要（第4種レーダーと通称される。無線設備規則第48条第1項及び第2項に規定する三種類のレーダー以外に第3項で別に告示に定めるものであることによる。） |
| 無線標定陸上局 | 第二級陸上特殊無線技士     | 陸上系の無線従事者を要するのは電波法施行令第3条第2項第6号の陸上の無線局であることによる。 警察用以外で空中線電力0.1W以下の適合表示無線設備（技適マークのあるもの）は不要    |
| 無線標定移動局 | 第二級陸上特殊無線技士     | 陸上系の無線従事者を要するのは電波法施行令第3条第2項第6号の陸上の無線局であることによる。 警察用以外で空中線電力0.1W以下の適合表示無線設備（技適マークのあるもの）は不要    |
| 注 - 従前の特殊無線技士（レーダー）は無線航行用と無線標定用のどちらのレーダーも操作又はその監督が可能 - レーダーを無線設備とする航空用無線航行局は存在しない。 - 自衛隊のレーダーについては自衛隊法第112条第1項により、電波法の無線局の免許および無線従事者に関する規定が適用されないので表にない。 |                            | |

上述より、
- 船舶搭載であれば無線従事者が不要な第4種レーダーでも、陸上に設置し密漁監視に使用するのであれば、無線標定用となり無線従事者を要する[45]
- スピード測定器でも、スポーツ・レジャー用の通称スピードガンであれば無線従事者は不要であるが、警察の速度取締用には無線従事者を要する

こととなる。
無線航行用レーダーと他の海上用または航空用の無線機器をあわせて無線設備とする無線局は、移動の可否により海上用は海岸局（一部は無線航行陸上局）または船舶局、航空用は航空局または航空機局として免許される。これらの操作には総合無線通信士または各々、海上系もしくは航空系の無線従事者を要する。
- ただし、海上用の無線航行移動局では遭難自動通報局の無線設備（遭難自動通報設備（非常用位置指示無線標識装置（EPIRB） 及び捜索救助用レーダートランスポンダ（SART））を加えても無線従事者は不要、特定船舶局では前記のものに簡易型船舶自動識別装置（簡易型AIS）を加えても無線従事者は不要である。[46]

無線航行用レーダーのうち義務船舶局用は、電波法第37条第2号により無線機器型式検定規則による検定に合格した「検定機器」でなければならない。
義務船舶局用以外の船舶用および無線標定用のものは、特定無線設備の技術基準適合証明等に関する規則により認証されれば適合表示無線設備となる。適合表示無線設備になれば簡易な免許手続の対象となり予備免許や落成検査を経ずして免許され、上述のように操作に無線従事者を不要とする「簡易な操作」の条件ともなる。
自衛隊の艦船、航空機については上表と同様に自衛隊法第112条第1項により、電波法の無線局の免許および無線従事者に関する規定が適用されない。
用途が異なれば無線局の種別が異なるので、無線局免許手続規則第2条第3項により単一の無線局として免許申請することはできない。
- 例として気象庁の気象観測船では、無線航行用は他の無線設備と合わせて船舶局として、気象観測用は無線標定移動局として、別々の無線局の免許を要し、それぞれ第三級海上無線通信士以上と第二級陸上特殊無線技士以上の無線従事者を要する。

免許も無線従事者も不要な特定小電力無線局にもレーダーがある。
- ミリ波レーダー用 - 自動車の障害物検知用レーダー
- 移動体検知センサー用 - 自動ドアの人体検知・防犯用侵入者検知センサー

どちらも無線標定用である。
免許申請手数料・登録免許税・電波利用料
電波法関係手数料令第1条第2項には「空中線電力50Wを超えるレーダーは、この政令の適用に関しては、空中線電力50Wの送信機とみなす。」としている。
また、登録免許税が非課税となる範囲として登録免許税法施行令第12条第5号に「基本送信機の規模が空中線電力（レーダーについては、財務省令で定める方法により計算した空中線電力）500W以下のもの」とし、登録免許税法施行規則および無線設備規則により、尖頭電力に衝撃係数（パルス幅とパルス周期との比）を乗じて平均電力に換算するものとしている。
これは無線設備の空中線電力が、レーダーでは尖頭電力で規定されるのに対し無線電話（音声通信）やテレビジョンでは平均電力で規定されるため、単純に比較すると送信機の規模が過大に評価されるので、緩和するための措置である。
電波利用料については、移動する無線局と無線標定陸上局について掲げるものとし、これ以外については他の無線設備の条件にもよるので省略する。
2022年（令和4年）10月1日現在
- 無線航行移動局・無線標定移動局・船舶局・航空機局 - 電波法別表第6第1項の「移動する無線局」が適用され、400円
- 無線標定陸上局は、同表第9項の「その他の無線局」が適用され - 6GHz以下は45,000円、6GHzを超えるものは18,700円

注　料額は減免措置を考慮していない。
旧技術基準の機器の免許・使用
無線設備規則のスプリアス発射等の強度の許容値に関する技術基準改正

により、旧技術基準に基づく無線設備が免許されるのは「平成29年11月30日」まで
、
使用は特定小電力無線局を含め「平成34年11月30日」まで

とされた。
対象となるのは、
- 「平成17年11月30日」[53]までに製造された機器、検定合格した検定機器または認証された適合表示無線設備
- 経過措置として、旧技術基準により「平成19年11月30日」（船舶用無線航行用レーダーについては「平成24年11月30日」[54]）までに製造された機器[55]、検定合格した検定機器[56]または認証された適合表示無線設備[57]

である。
新規免許は「平成29年12月1日」以降はできないが、使用期限はコロナ禍により「当分の間」延期された。
「令和3年8月3日」新たな使用期限が設定されるまでの既設局の旧技術基準の無線設備に関する免許の取扱いは次の通り
- 再免許は可能
- 「平成29年12月1日」以降の免許にあった「免許の有効期限（新技術基準の無線設備と混在する場合は旧技術基準の無線設備の使用期限）は令和4年11月30日まで」の条件は「令和4年12月1日以降、他の無線局の運用に妨害を与えない場合に限り使用することができる」との条件が付されているとみなされる。[61]
  - 検定機器はレーダーに限らず設置が継続される限り検定合格の効力は有効[62]とされるので、義務船舶局では当該船舶に設置し続ける限り手続き不要でそのまま使用可能。その他の無線局において新たに使用期限が設定されても設置し続ける限り使用可能で再免許も可能。

旧技術基準の特定小電力無線局もこの経過措置により「令和4年11月30日以後も当分の間」使用できる。

## メーカー
世界の主要メーカーは次のようになっている。
- Blighter Surveillance Systems Ltd.（イギリス）
- Detect Inc. （米国）
- ASELSAN （トルコ）
- Elbit Systems Ltd. （イスラエル）
- Flir Systems, Inc. （米国）
- Harris Corporation （米国）
- Israel Aerospace Industries Ltd.（イスラエル）
- Leonardo S.P.A （イタリア）
- Lockheed Martin Corporation（米国）
- Hensoldt（ドイツ）
- Raytheon Company （米国）
- Saab AB（スウェーデン）
- Terma A/S（デンマーク）
- Thales Group（フランス）

日本のメーカーでは光電製作所（KODEN）、日本無線（JRC）、古野電気（FURUNO)が船舶用のレーダーなどを世界市場に供給しており、三菱電機が軍用レーダーを防衛省に納入している。

## 漢字訳
「レーダー」の漢字表記に関しては、複数のものが併存して用いられた時期があった。
大日本帝国陸軍は、レーダーを「電波探知機」と呼び、略称は「電探（でんたん）」とした。この「電波探知機」という呼称は陸軍のレーダー開発指揮者である佐竹金次少佐（当時）が、ある会議で「電波航空機探知機」と述べたのが簡略化（「電波探知機」）されて普及したものである。そして帝国陸軍では「電波探知機（電探）」を総称として扱い、細分化した用語としては、電波の照射の跳ね返りにより目標の位置を探る警戒・索敵レーダーのことは「電波警戒機（警戒機）」（および「超短波警戒機」）、高射砲が使用する対空射撃レーダーのことは「電波標定機（標定機）」と呼び、二種類に区分していた。
一方、陸軍の数年後にレーダーを導入した大日本帝国海軍においては、警戒・索敵レーダーのことは「電波探信儀」と呼び、略称を「電探」とした。海軍では水中で音波を使用するソナーを水中探信儀と言ったので、電波を使用する同様の原理のものを「電波探信儀」と呼んだのであった。なお、ブリタニカ国際大百科事典では【電探】の記事の一番最初に「電波探信儀の略語で，レーダの旧日本海軍用語」と書かれている。海軍では、目標の電波探信儀が発した電波を傍受する一種の方向探知機のことは「電波探知機」（および「超短波受信機」）と呼び、略称は「逆探」とした。
戦後は（陸軍称で、一般称ともなった）「電波探知機」のほうが広く世間に定着した。その後、カタカナ表記が一般的になった。

## 比喩
レーダーのように探知する、市場などの状況を把握する行為や仕組みなどを比喩的に「レーダー」と呼ばれる事がある。全くレーダーの技術が応用されていない探知機にも「レーダー」の名前が使われる事もある。
- 銘柄レーダー - 日経新聞社の株価情報。
- レーダー (消しゴム) - 消しゴムのブランド。名前は市場のニーズをレーダーのように敏感に察知するという意味から。
- レーダーチャート - レーダーの表示以外にも情報を全方位で一覧しやすいので使われている。